# Szwedzka Formuła 3 Sezon 1982
1982 – dziewiętnasty sezon Szwedzkiej Formuły 3.
Mistrzostwa były rozgrywane pod nazwą Formuła Super. Były to łączone mistrzostwa Formuły 3, Formuły Vee i Formuły Ford 2000.

## Kalendarz wyścigów
| Runda | Data       | Tor        | Pole position      | Najszybsze okrążenie | Zwycięzca (kierowcy) | Zwycięzca (zespoły)  |
| ----- | ---------- | ---------- | ------------------ | -------------------- | -------------------- | -------------------- |
| 1     | 9 maja     | Götene     | ?                  | ?                    | Thorbjörn Carlsson   | Halmstads AK         |
| 2     | 31 maja    | Linköping  | ?                  | ?                    | Leo Andersson        | Leo Andersson Racing |
| 3     | 20 czerwca | Anderstorp | Thorbjörn Carlsson | ?                    | Johan Rajamäki       | Karlskoga MK         |
| 4     | 11 lipca   | Falkenberg | Thorbjörn Carlsson | ?                    | Thorbjörn Carlsson   | Halmstads AK         |
| 5     | 20 czerwca | Karlskoga  | ?                  | ?                    | Thorbjörn Carlsson   | Halmstads AK         |

## Klasyfikacja kierowców
| Legenda oznaczeń w tabelach wyników Wyświetl szablon na nowej stronie | Legenda oznaczeń w tabelach wyników Wyświetl szablon na nowej stronie                                                                     |
| Oznaczenie                                                            | Wyjaśnienie |
| --------------------------------------------------------------------- | --- |
| Złoty                                                                 | Zwycięzca lub mistrzostwo |
| Srebrny                                                               | 2. miejsce lub wicemistrzostwo |
| Brązowy                                                               | 3. miejsce lub II wicemistrzostwo |
| Zielony                                                               | Ukończył, punktował (w klasyfikacji generalnej, gdy zdobył co najmniej jeden punkt na przestrzeni sezonu, poza trzema powyższymi opcjami) |
| Niebieski                                                             | Ukończył, nie punktował (w klasyfikacji generalnej, gdy nie zdobył co najmniej jednego punktu na przestrzeni sezonu)                      |
| Czerwony                                                              | Nie zakwalifikował się (NZ) |
| Czerwony                                                              | Nie prekwalifikował się (NPK) |
| Różowy                                                                | Nie ukończył (NU) |
| Różowy                                                                | Niesklasyfikowany (NS) (w klasyfikacji generalnej, gdy nie został sklasyfikowany w żadnym wyścigu sezonu)                                 |
| Czarny                                                                | Zdyskwalifikowany (DK) |
| Czarny                                                                | Wykluczony (WYK/EX) |
| Biały                                                                 | Nie wystartował (NW) |
| Biały                                                                 | Kontuzjowany (K/INJ) |
| Biały                                                                 | Wyścig odwołany (OD/C) |
| Bez koloru                                                            | Został wycofany (WYC/WD) |
| Bez koloru                                                            | Nie przybył (NP/DNA) |
| Bez koloru                                                            | Nie brał udziału w treningach (NT/DNP) |
| Bez koloru                                                            | Nie został zgłoszony (–) |
| Pogrubienie                                                           | Start z pole position |
| Kursywa                                                               | Najszybsze okrążenie wyścigu |
| †                                                                     | Nie ukończył, ale jego rezultat został zaliczony ze względu na przejechanie więcej niż 90% dystansu wyścigu.                              |
| *                                                                     | Sezon w trakcie |
| 1/2/3                                                                 | Punktowana pozycja w sprincie |
| Lista systemów punktacji Formuły 1                                    | |

| Poz. | Kierowca            | Zespół                         | KIN | MNT | AND | FLK | KRL | Punkty |
| ---- | ------------------- | ------------------------------ | --- | --- | --- | --- | --- | ------ |
| 1    | Thorbjörn Carlsson  | Halmstads AK                   | 1   | 2   | NU  | 1   | 1   | 33     |
| 2    | Leo Andersson       | Leo Andersson Racing           | 2   | 1   | NU  | 2   | 6   | 22     |
| 3    | Tryggve Grönvall    | Tempo Åhlens Racing            | -   | 6   | 2   | 6   | 2   | 14     |
| 4    | Johan Rajamäki      | Karlskoga MK                   | -   | -   | 1   | 4   | -   | 12     |
| 5    | Sonny Johansson     | Mönsterås MK                   | 6   | 5   | NU  | 5   | 3   | 9      |
| 6    | Mats Karlsson       | Katrineholms MK                | -   | 4   | NU  | 3   | 5   | 9      |
| 7    | Jan-Olov Tingdahl   | Karlskoga MK                   | 4   | -   | NU  | -   | 4   | 6      |
| 8    | Lars Schneider      | Upplands Väsby MK              | 5   | 3   | NU  | NU  | NU  | 6      |
| 9    | Nettan Lindgren     | Gunnar Elmgren Elf Racing Team | 3   | 8   | NU  | 17  | -   | 4      |
| 10   | Åke Jansson         | Tempo Åhlens Racing            | -   | 11  | 3   | 7   | -   | 4      |
| 11   | Anders Tenor        | Karlskoga MK                   | -   | -   | 4   | 8   | -   | 3      |
| 12   | Håkan Backman       | Automatföretaget i Göteborg    | -   | -   | 5   | NW  | -   | 2      |
| NS   | Jan Reitan          | NMK Follo                      | -   | -   | -   | 9   | -   | 0      |
| NS   | Anders Ulfsson      | Växjö MS                       | -   | -   | -   | 10  | -   | 0      |
| NS   | Johny Sigfridsson   | Team Ullasjö Offroad           | -   | -   | NU  | 11  | -   | 0      |
| NS   | Mikael Nordlander   | Racing Team Sweden             | -   | -   | -   | 12  | -   | 0      |
| NS   | Jan-Anders Carlsson | Hyllinge MS                    | -   | -   | -   | 13  | -   | 0      |
| NS   | Jan Nordeng         | NMK Follo                      | -   | -   | NU  | 14  | -   | 0      |
| NS   | Anders Edblad       | Tempo Åhlens Racing            | -   | -   | NU  | 15  | -   | 0      |
| NS   | Christer Lundberg   | Hyllinge MS                    | -   | -   | NU  | 16  | -   | 0      |
| NS   | Rune Isøy           | NMK Follo                      | -   | -   | -   | NU  | -   | 0      |
| NS   | Sven Frindelius     | Anderstorp RC                  | -   | -   | -   | NU  | -   | 0      |
| NS   | Bonde Hallenmark    | Hyllinge MS                    | -   | -   | -   | NW  | -   | 0      |